# Vigaeni
Vigaeni è una circoscrizione urbana (urban ward) della Tanzania situata nel distretto urbano di Mtwara, regione di Mtwara. Conta una popolazione di 3 673 abitanti (censimento 2012).